# Ranunculus thora
Il ranuncolo erba-tora (nome scientifico Ranunculus thora L., 1753) è una pianta appartenente alla famiglia delle Ranunculaceae della flora spontanea italiana.

## Etimologia
Il nome generico (Ranunculus), passando per il latino, deriva dal greco Batrachion, e significa rana (è Plinio scrittore e naturalista latino, che c'informa di questa etimologia) in quanto molte specie di questo genere prediligono le zone umide, ombrose e paludose, habitat naturale degli anfibi. 

Il binomio scientifico attualmente accettato (Ranunculus thora) è stato proposto da Carl von Linné (1707–1778), biologo e scrittore svedese, considerato il padre della moderna classificazione scientifica degli organismi viventi, nella pubblicazione Species Plantarum del 1753.

## Descrizione
È una pianta erbacea, perenne, la cui altezza media oscilla tra 10 e 30 cm. L'aspetto della pianta è glauco. È inoltre definita biologicamente geofita rizomatosa (G rhiz), ossia è una piante che porta le gemme in posizione sotterranea. Durante la stagione avversa non presenta organi aerei e le gemme si trovano in organi sotterranei chiamati rizomi. Tutta la pianta è fondamentalmente glabra e priva di cellule oleifere.

### Radici
Le radici sono secondarie da rizoma di tipo fascicolato.

### Fusto
- Parte ipogea: praticamente assente.
- Parte epigea: la parte aerea del fusto è eretta-ascendente, poco fogliosa e non molto ramosa.

### Foglie
- Foglie basali: sono presenti poche foglie basali (1 – 2). La lamina delle foglie è intera del tipo reniforme, ossia larga quanto lunga. Le foglie appaiono quasi lucide.  Dimensione delle foglie: larghezza 4 – 8 cm; lunghezza 3 – 7 cm.
- Foglie cauline: anche le foglie cauline inferiori sono reniformi; nella zona centrale è presente un dente lungo 1/10 della lamina. Quelle superiori sono strettamente lanceolate. Dimensione delle foglie cauline superiori: larghezza 3 – 6 mm; lunghezza 15 – 25 mm.

### Infiorescenza
L'infiorescenza è cimosa, uniflora (raramente fino a 3 fiori) di tipo monocasio. I vari peduncoli fiorali sono posizionati all'ascella delle foglie superiori.

### Fiore
I fiori sono ermafroditi, emiciclici e attinomorfi. I fiori sono di tipo molto arcaico anche se il perianzio(o più esattamente il perigonio) di questo fiore è derivato dal perianzio di tipo diploclamidato (tipico dei fiori più evoluti), formato cioè da due verticilli ben distinti e specifici: sepali e petali. Diametro dei fiori: 15 – 20 mm.
- Formula fiorale: per queste piante viene indicata la seguente formula fiorale:

* K 5, C 5, A molti, G 1-molti  (supero), achenio
- Calice: il calice è formato da 5 sepali di consistenza membranacea e a disposizione embricata e alternata rispetto ai petali. La forma è lineare-lanceolata. In realtà i sepali sono dei tepali sepaloidi[6].
- Corolla: la corolla è composta da 5 petali di colore giallo pallido; la forma è obovata; all'apice possono essere debolmente appuntiti; alla base dal lato interno è presente una fossetta nettarifera (= petali nettariferi di derivazione staminale). In effetti anche i petali della corolla non sono dei veri e propri petali: potrebbero essere definiti come elementi del perianzio a funzione vessillifera[7]. Dimensione dei petali: larghezza 7 mm; lunghezza 10 mm.
- Androceo: gli stami, inseriti a spirale nella parte bassa sotto l'ovario, sono in numero indefinito e comunque più brevi dei sepali e dei petali; la parte apicale del filamento è lievemente dilatata sulla quale sono sistemate le antere bi-logge, di colore giallo a deiscenza laterale. Al momento dell'apertura del fiore le antere sono ripiegate verso l'interno, ma subito dopo, tramite una torsione, le antere si proiettano verso l'esterno per scaricare così il polline lontano dal proprio gineceo evitando così l'autoimpollinazione. Il polline è tricolpato (caratteristica tipica delle Dicotiledoni).
- Gineceo: l'ovario è formato da diversi carpelli liberi uniovulari di colore verde; sono inseriti a spirale sul ricettacolo; gli ovuli sono eretti e ascendenti. I pistilli sono apocarpici (derivati appunto dai carpelli liberi); sono disposti all'apice dei carpelli e sono colorati di giallo tenue.
- Fioritura: da maggio a luglio.

### Frutti
I frutti sono degli aggregati di acheni e formano una struttura a spiga ovata o emisferica posta all'apice del peduncolo fiorale. Ogni singolo achenio ha una forma ovata o subsferica, appiattita, compressa ai lati e con un rostro o breve becco apicale. Ogni achenio contiene inoltre un solo seme.

## Riproduzione
La riproduzione di questa pianta avviene per via sessuata grazie all'impollinazione degli insetti pronubi (soprattutto api) in quanto è una pianta provvista di nettare (impollinazione entomogama);

## Distribuzione e habitat

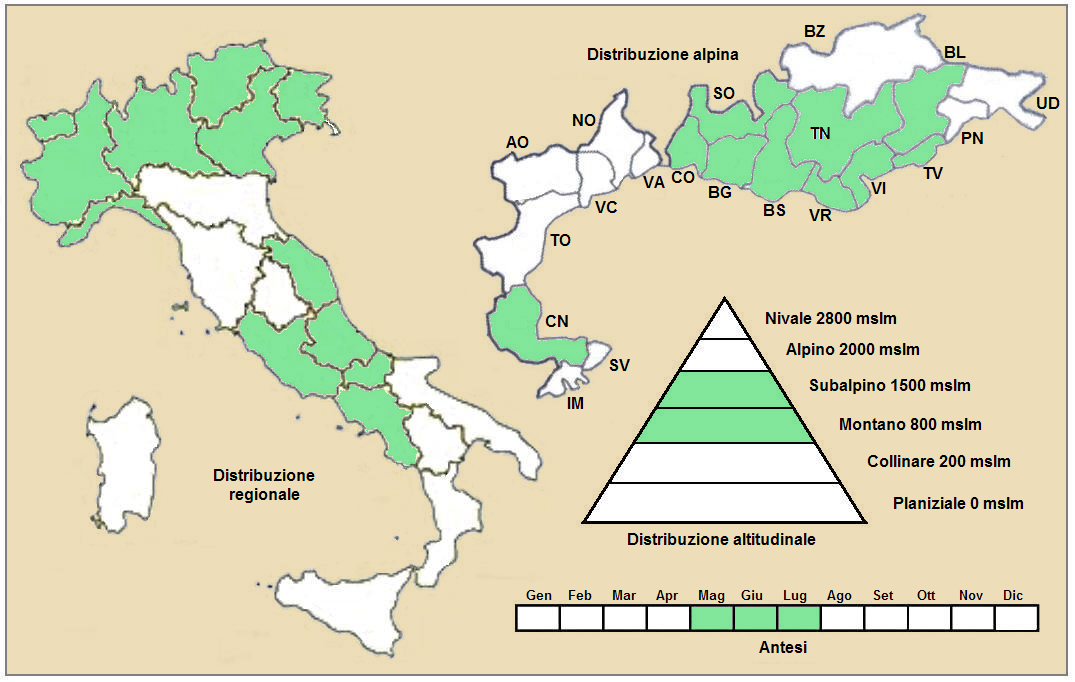
Distribuzione della pianta

- Geoelemento: il tipo corologico (area di origine) è Orofita – Sud Europeo.
- Distribuzione: in Italia il Ranunculus thora si trova nelle Alpi (relativamente abbondante), province di CN, CO, SO, BG, TN, VR, VC, TV e BL, e nell'Appennino centrale e Campano (raro). Nelle Alpi l'areale di questa pianta è abbastanza complementare al Ranunculus hybridus; si ipotizza inoltre che il Ranunculus thora sia una “specie legata alle aree di rifugio al margine meridionale della glaciazione quaternaria”[8] (almeno per le zone alpine). Fuori dall'Italia, sempre nelle Alpi, si trova nei seguenti areali: Francia (dipartimenti: Drôme, Isère, Savoia e Alta Savoia), Svizzera (cantoni: Vallese, Ticino e Grigioni), Austria (Länder della Carinzia). Sugli altri rilievi europei si trova nelle seguenti zone: Massiccio del Giura, Pirenei, Alpi Dinariche, Carpazi.
- Habitat: l'habitat tipico di questo ranuncolo sono i pascoli e praterie rase subalpine aride e pietrose. Il substrato preferito è calcareo con pH basico e bassi valori nutrizionali del terreno che deve essere secco.
- Distribuzione altitudinale: sui rilievi queste piante si possono trovare da 1000 fino a 2200 m s.l.m.; frequentano quindi i seguenti piani vegetazionali: montano e subalpino.

### Fitosociologia
Dal punto di vista fitosociologico la specie di questa voce appartiene alla seguente comunità vegetale:
Formazione: delle comunità delle praterie rase dei piani subalpino e alpino con dominanza di emicriptofite
Classe: Elyno-Seslerietea variae
Ordine: Seslerietalia variae
Alleanza: Seslerion variae

## Tassonomia
Il genere Ranunculus è un gruppo molto numeroso di piante comprendente oltre 400 specie originarie delle zone temperate e fredde del globo, delle quali quasi un centinaio appartengono alla flora spontanea italiana. La famiglia delle Ranunculaceae invece comprende oltre 2500 specie distribuite su 58 generi. 

Le specie spontanee della nostra flora sono suddivise in tre sezioni (suddivisione a carattere pratico in uso presso gli orticoltori organizzata in base al colore della corolla): Xanthoranunculus – Batrachium – Leucoranunculus. La specie Ranunculus thora appartiene alla prima sezione (Xanthoranunculus) caratterizzata dall'avere la corolla gialla. Un'altra suddivisione, che prende in considerazione caratteristiche morfologiche ed anatomiche più consistenti, è quella che divide il genere in due sottogeneri (o subgeneri), assegnando il Ranunculus thora al subgenere Ranunculus, caratterizzato da piante con fusti eretti (e quindi forniti di tessuti di sostegno), peduncoli dell'infiorescenza eretti alla fruttificazione, lamina fogliare ben sviluppata e petali gialli o bianchi (l'altro subgenere Batrachium è dedicato soprattutto alle specie acquatiche).

Il numero cromosomico di R. thora è: 2n = 16

### Sinonimi
Questa entità ha avuto nel tempo diverse nomenclature. L'elenco che segue indica alcuni tra i sinonimi più frequenti:
- Ranunculus renifolius St-Lager in Cariot (1889)
- Ranunculus scutatus Waldst. & Kit. (1804)
- Ranunculus squamosus Dulac (1867)
- Ranunculus tatrae Borbás

### Specie simili
Il ranuncolo che più si avvicina al “Ranuncolo Erba-tora” è il Ranunculus hybridus Biria; quest'ultimo si distingue comunque per le foglie basali in quanto sono profondamente divise in tre lobi.

## Usi

### Farmacia
Queste piante contengono l'anemonina; una sostanza particolarmente tossica per animali e uomini. Infatti gli erbivori brucano le foglie di queste piante con molta difficoltà e solamente dopo una buona essiccazione (erba affienata) che fa evaporare le sostanze più pericolose. Anche le api evitano di bottinare il nettare dei “ranuncoli”. Sulla pelle umana queste piante possono creare delle vesciche (dermatite); mentre sulla bocca possono provocare intenso dolore e bruciore alle mucose.

### Giardinaggio
Sono piante rustiche di facile impianto per cui spesso sono coltivate nei giardini rustici o anche alpini.